# 3528 Counselman
3528 Counselman eller 1981 EW3 är en asteroid i huvudbältet som upptäcktes den 2 mars 1981 av den amerikanska astronomen Schelte J. Bus vid Siding Spring-observatoriet. Den är uppkallad efter den amerikanske astronomen Charles C. Counselman III.
Asteroiden har en diameter på ungefär 6 kilometer.